# Trentepohlia (Trentepohlia) nigricolor
Trentepohlia (Trentepohlia) nigricolor is een tweevleugelige uit de familie steltmuggen (Limoniidae). De soort komt voor in het Afrotropisch gebied.